# Rafael Licon
General Rafael Licon fue un militar mexicano que participó en la Revolución mexicana. Nació en Ciudad Camargo, Chihuahua. Desde 1911 abrazó a la causa maderista. A la caída del gobierno de Francisco I. Madero se levantó en armas y combatió contra Victoriano Huerta y después contra Venustiano Carranza junto a las fuerzas de Francisco Villa. Permaneció con el villismo hasta 1917 y llegó a general brigadier. 